# Palazzo in via Atri 33
Il palazzo in via Atri, anche noto come palazzo Ombriani, è un palazzo monumentale di Napoli, ubicato in via Atri al civico 33; insieme al civico 35 costituisce la cortina edilizia che confina con il palazzo Acquaviva d'Atri.
Il palazzo fu eretto nel XVI secolo in stile rinascimentale e trasformato nel XVIII secolo, con la chiusura del portico che si sviluppa su due lati del cortile. Nel Settecento venne riutilizzata anche una scala sussidiaria che collegava il cortile con i piani ammezzati. 
Sulla sinistra, si sviluppa un tipo di scala inusuale nell'architettura napoletana: essa consiste in un rampante che si ferma al mezzanino, per proseguire a novanta gradi verso il piano nobile. Il palazzo originariamente era costituito da un'ampia superficie terrazzata e, lungo l'estremità che prospetta su via Francesco del Giudice, c'era probabilmente una loggia (poiché sono visibili i resti di una cornice in piperno). Oggi, su queste preesistenze, sono visibili gli alloggi che sono stati eretti nel corso dei secoli.
La facciata è caratterizzata da due piani (compreso il mezzanino); l'ingresso e l'androne sono simmetricamente sbilanciati rispetto all'asse del cortile. Il portale e le cornici delle finestre sono in piperno con trabeazione. Con la successiva proprietà del civico 35, la facciata presenta una continuità dell'interpiano fino al piano nobile; mentre, all'ultimo piano, assume un trattamento diverso: infatti, si nota la differenza di altezza dell'interpiano tra il civico 33 e il 35.